# Дивні дива (2 сезон)
Другий сезон американського науково-фантастичного драматичного телесеріалу жахів Дивні дива вийшов у світовий прокат на потоковому сервісі Netflix 27 жовтня 2017 року Серіал був створений братами Даффер, які разом з Шоном Леві та Деном Коеном є виконавчими продюсерами.
У цьому сезоні головні ролі виконали Вайнона Райдер, Девід Гарбор, Фінн Вулфхард, Міллі Боббі Браун, Гейтен Матараццо, Калеб Маклафлін, Ноа Шнапп, Седі Сінк, Наталія Даєр, Чарлі Гітон, Джо Кірі, Дакре Монтгомері, Кара Буоно, Шон Астін і Пол Райзер . Бретт Гелман, Ліннеа Бертельсен, Меттью Модайн і Пріа Фергюсон також з'являються в другорядних ролях.
Сезон отримав дуже позитивні відгуки, особливо за його історію, розвиток персонажів, продуктивність, візуальні ефекти, акторську гру (зокрема Гарбора, Браун, Шнаппа, Кірі, Монтгомері та Естіна) і темніший тон порівняно з попереднім сезоном.

## Сюжет
Минув рік, Вілла мучать видіння паралельного світу, та лікарі запевняють, що це наслідки психічної травми, отриманої від перебування в лісі. З нього кепкують школярі, називаючи «зомбі-малий». Одного разу Вілл вибльовує істоту, схожу на слимака. Після цього його видіння стають все яснішими і в них з'являється якась велетенська багатонога тінь. Тим часом до школи прибуває нова учениця Максін, яка дізнається про Од. Сама Од живе в хатині Джима в лісі, але той забороняє їй виходити, боючись, що її знову спіймають. В околицях поширюється таємнича хвороба рослин, від якої гниють плоди. На Гелловін з Вілла глузують хулігани. На відео, яке випадково засняв Вілл, в небі виявляється тінь, схожа на ту, що він бачить у видіннях. Невдовзі поведінка хлопчика змінюється, його дратує тепло і світло. Він малює дещо, схоже на карту тунелів, котрі як коріння поширюються в околицях. Батьки Барбари продовжують розшукувати дочку, для чого звертаються до приватного детектива Мюррея Баумана.
Дастін знаходить дивну істоту, схожу на пуголовка, та забирає її додому, вважаючи, що відкрив новий вид. Істота швидко росте, Дастін називає її Дартан'яном і врешті вирішує показати її друзям. Максін намагається подружитися з ним та іншими, проте не вірить в історію про Одинадцяту й демоґорґона. Прагнучи довідатись, що від неї приховують, Максін випадково спричиняє втечу істоти. Дастін повертає її, але вже нікому не показує. Згодом створіння виростає ще більше та з'їдає Дастінового кота. Тоді хлопець розуміє, що Дартан'ян — це дитинча демоґорґона. Він кличе Стіва допомогти убити чудовисько, але воно тим часом тікає.
Вілл розповідає друзям про свої видіння і що якась сила хоче поширитися звідси на наш світ. Її називають Мозкожером, як істоту з Dungeons & Dragons. Джим вирушає розслідувати таємничу хворобу та виявляє мережу підземних тунелів, заповнених щупальцями й корінням. Вони схоплюють Джима, що Вілл відчуває і завдяки цьому його вдається врятувати. Доктор Сем Оуенс довідується про тунелі та зв'язується з Джимом і Джойс. Він розповідає про експерименти з брамою у Виворіт, звідки й проникло тамтешнє життя. Оуенс посилає групу ліквідаторів спалити тунелі, але вогонь завдає болю Віллові. Хлопчик виявляється пов'язаний з Мозкожером, котрий заразив його вірусом.
Тим часом Од телепатично знаходить свою матір і наважується втекти, щоб розшукати її. Мати виявляється божевільною, що повторює набір фраз. З них Од розуміє, що її викрали в дитинстві, як і багатьох інших дітей. Згадавши дівчинку Калі Прасад зі спогадів матері, вона виявляє групу бездомних, які так само зуміли втекти. В їх компанії Од розвиває свої сили і врешті вирішує помститися Реєві Керролу, що стояв за викраденнями. Група вривається до його будинку аби вбити, проте Од, побачивши що той має двох дочок, не дає цього зробити. Вілл вказує на місце, де міститься центр Мозкожера, але згодом зізнається, що Мозкожер змусив його збрехати.
Майк, Дастін, Лукас, Джонатан, Стів, Ненсі та Максін вирушають вбити демоґорґона, але бачать, що цих істот насправді багато. Демоґорґони оточують їх, проте тікають у тунелі, коли туди прибувають ліквідатори за вказівкою Вілла. Вони убивають всіх на шляху та вриваються до лабораторії, де перебуває Вілл. Од, відчувши це, поспішає на допомогу. Вона закриває браму у Виворіт, знищивши разом і прибулих демоґорґонів.
Бауман вважає, що правда про загибель Барбари надто неймовірна, тому подає її як убивство за те, що Барбара виявила витік хімікатів. Через місяць Джим удочеряє Од, повернувши їй ім'я, дане при народженні — Джейн. Друзі зустрічаються на шкільній вечірці, де Майк із Джейн цілуються.

## Актори та персонажі

### Головний акторський склад
- Вайнона Райдер — Джойс Баєрс
- Девід Гарбор —  Джим Гоппер
- Фінн Вулфгард — Майк Вілер
- Міллі Боббі Браун  — Одинадцять («Од»)
- Гейтен Матараццо — Дастін Хендерсон
- Калеб Маклафлін — Лукас Сінклер
- Седі Сінк —  Максін «Макс» Мейфілд
- Наталія Даєр — Ненсі Вілер
- Чарлі Гітон — Джонатан Баєрс
- Ноа Шнапп у ролі Вілла Баєрса.
- Джо Кірі — Стів Гаррінґтон

### Повторювані
- Пол Райзер — Сем Оуенс
- Шон Астін — Боб Ньюбі
- Кара Буоно — Карен Вілер
- Джо Крест в ролі Теда Вілера
- Роб Морган — офіцер Пауелл
- Джон Пол Рейнольдс — офіцер Каллахан

## Список епізодів
| № | № (в сезоні) | Назва                                                                       | Режисер       | Сценарій            | Дата прем'єри  |
| --- | ------------ | --------------------------------------------------------------------------- | ------------- | ------------------- | -------------- |
| 9 | 1            | «Chapter One: MADMAX» «Глава 1. MADMAX»                                     | Брати Даффер  | Брати Даффер        | 27 жовтня 2017 |
| 28 жовтня 1984 року дівчина, яка володіє психічною силою, щоб змусити людей бачити видіння, і з татуюванням «008» на руці, стала частиною злочинного угруповання, якій вдається пограбувати банк у Пітсбурзі , штат Пенсільванія і втекти. У Гокінсі місто готується до Гелловіну. Максін «Макс» Мейфілд, нова дівчинка в школі, привертає увагу хлопців. Джойс зустрічається зі своїм старим однокласником Бобом Ньюбі, Гоппер досліджує поле з гарбузами, які таємниче гниють, а конспіролог Мюррей Бауман досліджує людей, які бачили Одинадцяту, вважаючи її російською шпигункою. Майк і Ненсі пригадують втрату Одинадцятої та Барб, а Вілл переживає епізоди реалістичних галюцинацій Догоридригом і величезного тіньового монстра з щупальцями. Джойс і Гоппер ведуть Вілла до нового директора лабораторії, доктора Сема Оуенса, який проводив планові медичні огляди Вілла з моменту його повернення. Оуенс припускає, що видіння Вілла є посттравматичними розладами, спричиненими річницею його загублення в лісі. Брама між світами у підвалі лабораторії зростає, що турбує Оуенса. Ненсі і Стів вечеряють з батьками Барб, які все ще вважають, що їхня дочка зникла безвісти, і найняли Мюррея, щоб він її знайшов. Гоппер повертається додому в хатину в лісі, де таємно доглядає Одинадцяту. |              |                                                                             |               |                     |                |
| 10 | 2            | «Chapter Two: Trick or Treat, Freak» «Глава 2. Гаманець або життя, виродку» | Брати Даффер  | Брати Даффер        | 27 жовтня 2017 |
| У флешбеку показано, як Одді змогла вибратися з іншого виміру та ховалася у лісі від агентів уряду. Діти в місті готуються до Гелловіну. Одді хоче вирушити збирати солодощі з ними, але Гоппер переконує її не ризикувати і не виходити з хатини. На роботі Гоппер розслідує, чому раптово згнили гарбузи у всіх фермерів. Ненсі хоче розповісти батькам Барб про смерть їхньої доньки, але Стів упевнений, що цього не можна робити, інакше вони матимуть неприємності з агентами уряду. На вечірці Ненсі випиває багато алкоголю і ображає Стіва, після чого він іде, а п'яну Ненсі додому відвозить Джонатан. Майк, Вілл, Дастін та Лукас увечері збирають солодощі і до них приєднується Макс. Вілл раптово потрапляє у Догоридригом і розповідає про свої видіння Майку, у відповідь Майк зізнається, що він все ще намагається налагодити радіоконтакт з Одді. Дівчинка ж намагається відповісти Майку, використовуючи свої здібності, але невдало. Дастін повертається ввечері додому і виявляє щось дивне у сміттєвому баку. |              |                                                                             |               |                     |                |
| 11 | 3            | «Chapter Three: The Pollywog» «Глава 3. Пуголовок»                          | Шон Леві      | Джастін Добл        | 27 жовтня 2017 |
| У флешбеку Гоппер знаходить Одинадцяту в лісі і поселяється разом з нею у мисливській хатині свого покійного діда, вважаючи, що це місце буде для неї безпечним. Тепер Боб, хлопець Джойс, говорить Віллу, щоб той боровся зі своїми страхами, а не втік від них. Ненсі переконує Джонатана допомогти їй, щоб розповісти батькам Барба правду про її зникнення. Гоппер просить професора Оуенса розслідувати інциденти з гниттям гарбузів. Дастін намагається дізнатися більше про дивну істоту, яку він знайшов: маленьку, схожу на слимака тварину, яку він називає Д'Артаньяном («Дартом») і показує її друзям у школі. Вілл описує свої видіння і хлопці роблять висновок, що Дарт є істотою з Догоридригом. Одді покидає хатину і вирушає на пошуки Майка; вона бачить, як він сперечається з Максін і думає, що вони фліртують. Джойс вивчає малюнки Вілла, на яких зображена величезна павукоподібна істота і з жахом помічає контури монстра на відеозаписі, який хлопчик зняв на Гелловін. Дарт тікає; Вілл знаходить його і повідомляє про знахідку друзям, але його знову переносить до іншого світу. Дастін підбирає Дарта і садить під кепку, але приховує від друзів. Вілл слідує пораді Боба і не тікає від монстра, але той проникає у Вілла своїм тіньовим щупальцем. |              |                                                                             |               |                     |                |
| 12 | 4            | «Chapter Four: Will the Wise» «Глава 4. Вілл Мудрий»                        | Шон Леві      | Джастін Добл        | 27 жовтня 2017 |
| Вілл приходить до тями біля Джойс і стурбованих друзів. Джойс відвозить сина додому, але виявляє, що він веде себе дивно і починає малювати каракулі на безлічі аркушів. Джойс просить Гоппера про допомогу і разом вони виявляють, що каракулі вишиковуються в лінію, утворюючи велику мережу. Гоппер щось розуміє і йде, нічого не сказавши Джойс. Ненсі та Джонатана затримують агенти під прикриттям, коли вони намагаються потай зустрітися з матір'ю Барб. У лабораторії доктор Оуенс показує їм портал у Догоридригомм, визнає, що Барб померла саме там, і повідомляє, що не хоче, щоб хтось дізнався про це. Коли їх відпускають, Ненсі вказує, що вона записала розмову з Оуенсом на диктофон. Лукас намагається зблизитися з Максом, але її агресивний брат Біллі каже, щоб хлопець тримався подалі. Дастін виявляє, що Дарт вирвався зі свого акваріума, з'їв кота і що він є дитинчам Демогоргона. Одинадцята після сварки з Гоппером випадково дізнається, що шериф вів розслідування з приводу її біологічної матері Террі Айвз. Дівчинка намагається зв'язатися з мамою за допомогою своїх сил, але безрезультатно. Гоппер починає копати в центрі одного зі зіпсованих полів і виявляє тунель, порослий органікою. |              |                                                                             |               |                     |                |
| 13 | 5            | «Chapter Five: Dig Dug» «Глава 5. Копачі»                                   | Ендрю Стентон | Джессі Ніксон-Лопес | 27 жовтня 2017 |
| Гоппер опиняється в мережі тунелів і намагається вибратися звідти. Вілл відчуває місцезнаходження шерифа, але Джойс не розуміє його і просить Боба допомогти. Бобу вдається прив'язати карту тунелів до карти Гоукінса і знайти місце, де потрапив у пастку Гоппер. Ненсі та Джонатан відвідують місцевого конспіролога Мюррей, аби довести, що Барб не просто зникла. Мюррей знає, що суспільство не повірить у те, що реально сталося з Барб, але пропонує трохи змінити історію і зробити її правдоподібнішою — звинуватити вчених, що дівчина загинула під час витоку токсину з лабораторії. Лукас розповідає Макс правду про події минулого року, щоби завоювати її довіру, але дівчинка не вірить йому. Дастін замикає Дарта у своєму підвалі і намагається вийти на зв'язок з друзями, але вони не відповідають, і він їде на машині зі Стівом. Одинадцята залишає Гоукінс і вирушає до матері, яка перебуває у стані сильної апатії. Одді здатна ментально спілкуватися з Террі і за допомогою її спогадів бачить, що вона була викрадена у матері під час народження. При спробі врятувати дочку, Террі була піддана сильної шокової терапії. У спогадах матері Одинадцята бачить, що разом із нею в лабораторії була ще одна дівчинка. Джойс, Боб, Вілл та Майк рятують шерифа Хопера, але незабаром прибувають співробітники лабораторії та підпалюють тунелі, після чого Вілл в агонії падає на землю.                                                       |              |                                                                             |               |                     |                |
| 14 | 6            | «Chapter Six: The Spy» «Глава 6. Шпигун»                                    | Ендрю Стентон | Кейт Трефрі         | 27 жовтня 2017 |
| Вілла доставляють до лабораторії, але в нього відбувається втрата пам'яті. Доктор Оуенс припускає, що тіньовий монстр схожий на вірус, який поширився на мозок Вілла, і пошкодження субстанції в тунелях може бути смертельним для хлопчика. Ненсі та Джонатан проводять ніч у Мюррея, де вони не без його допомоги освідчуються одне одному у своїх почуттях і проводять ніч разом, після чого, вранці, повертаються назад до будинку Байєрс, де виявляють малюнки Вілла. Дастін зв'язується з Лукасом, і вони разом з Максом і Стівом намагаються зловити Дарта на місцевому звалищі. Там Макс відкривається Лукасу, пояснюючи, що таке ставлення Біллі є результатом того, що його батько одружився з матір'ю Макс, Біллі часто піддається нападкам тиранічного батька і зганяє образу на Макс. Хлопці дізнаються, що Дарт — це лише один з десятків подібних монстрів (яких Дастін називає демопсами), і потрапляють у пастку, але раптово всі тварюки кудись тікають. Під час обстеження Вілл показує на карті місце, яке тіньовий монстр старанно приховує і воно знаходиться поруч із лабораторією. Оуенс посилає команду для розслідування, але це виявляється пасткою: на команду нападають монстри, які потім прориваються до лабораторії. Усі з жахом розуміють, що тіньовий монстр контролює Вілла. |              |                                                                             |               |                     |                |
| 15 | 7            | «Chapter Seven: The Lost Sister» «Глава 7. Утрачена сестра»                 | Ребекка Томас | Джастін Добл        | 27 жовтня 2017 |
| Одинадцята їде до Чикаго і намагається знайти іншу дівчинку зі спогадів Террі. Там Одді знаходить Калі — дівчину зі здібностями, які викликають видіння в інших людей, та її банду. Вони знову возз'єднуються, і Калі показує свої здібності й розповідає, що за допомогою своєї банди намагається знайти та помститися всім людям, які завдали їй болю в лабораторії Гоукінса. Калі допомагає Джейн (справжнє ім'я Одинадцятої) посилити свої здібності. Одинадцята приєднується до банди, після чого вони нападають на Рея, який у лабораторії проводив шокову терапію на Террі. Він стверджує, що Бреннер ще живий. Калі підштовхує Джейн на вбивство Рея, але дівчинка відмовляється, коли дізнається, що той має дві дочки. Вони повертаються в притулок, і Калі наполягає, щоб Одинадцята або залишилася і помстилася за свою матір, або пішла. У своєму видінні дівчинка бачить Майка та Гоппера в лабораторії та розуміє, що вони у біді. У цей момент притулок банди починають штурмувати поліцейські, і під час метушні Одді тікає. |              |                                                                             |               |                     |                |
| 16 | 8            | «Chapter Eight: The Mind Flayer» «Глава 8. Пожирач мізків»                  | Брати Даффер  | Брати Даффер        | 27 жовтня 2017 |
| Безліч демопсів проникають у лабораторію та вбивають усіх, крім героїв. Майк з'ясовує, що Вілл є «шпигуном» Тіньового Монстра, і якщо він знає їхнє місце розташування, то й чудовисько теж. Через збій у системі електроживлення в лабораторії блокуються двері, і герої опиняються у пастці. Майк, Вілл, Джойс, Гоппер, Боб і Оуенс виявляються замкнені в кімнаті безпеки. Шериф збирається відновити подачу електрики, але замість нього викликається піти Боб, який вміє працювати з комп'ютерами. Оуенс залишається в кімнаті, щоб за допомогою рації вести Ньюбі до виходу. Відновивши подачу, Боб жертвує собою і гине від рук монстрів, даючи втекти іншим. Вони зустрічаються з Ненсі, Джонатаном, Стівом, Дастіном, Лукасом і Максом, які прийшли слідами монстрів до лабораторії. Тільки-но прибулим хлопцям розповідають, що Тіньовий Монстр контролює Вілла та демопсів, з якими пов'язаний колективним розумом , але після його вигнання істота перестане впливати на хлопчика. Вони зв'язують Вілла в сараї Байєрсів, викинувши звідти все, щоб Вілл не впізнав, де він знаходиться. Джойс, Майка і Джонатана виходить достукатися до нього і за допомогою азбуки Морзе він повідомляє, що ще живий і, що потрібно закрити браму. Однак через дзвінок домашнього телефону, Вілл дізнається про місцезнаходження і монстр розуміє, де вони перебувають. Джойс, Гоппер, Майк, Стів, Ненсі та інші замикаються в будинку та готуються до битви з монстрами. |              |                                                                             |               |                     |                |
| 17 | 9            | «Chapter Nine: The Gate» «Глава 9. Брама»                                   | Брати Даффер  | Брати Даффер        | 27 жовтня 2017 |
| Одинадцята прибуває до будинку Байєрсів та за допомогою своїх здібностей знищує групу монстрів. Після короткого возз'єднання герої вигадують план, як можна зачинити браму в Догоридригом. Гоппер і Одинадцята прямують до лабораторії, щоб закрити портал між світами, у той час як Джонатан, Ненсі і Джойс виганяють вірус Тіньового Монстра, помістивши хлопчика в гарячу кімнату. Майк, Дастін, Лукас і Макс збираються потрапити в тунелі, щоб виманити тварин з лабораторії. Розлючений батько наказує Біллі знайти зведену сестру, той знаходить хлопців і починає бійку зі Стівом. Гаррінгтон зазнає поразки, і поки Біллі його побиває, Макс добуває шприц і вколює снодійне йому в шию. Підлітки спускаються в тунелі та підпалюють їх, після чого тікають, але дорогу їм загороджує Дарт. Дастін годує Дарта нугою, і той дозволяє хлопцям піти. Одинадцята вивільняє весь свій гнів і успішно закриває портал. Через місяць лабораторію закривають, Барб отримує належний похорон, а Оуенс підробляє свідоцтво про народження Джейн Гоппер, оскільки шериф врятував йому життя в лабораторії. У школі діти та Одинадцята відвідують різдвяний бал, не підозрюючи, що в Догоридригом Тіньовий Монстр, який підноситься над відображенням школи, все ще живий. |              |                                                                             |               |                     |                |